# Reprezentace (politika)

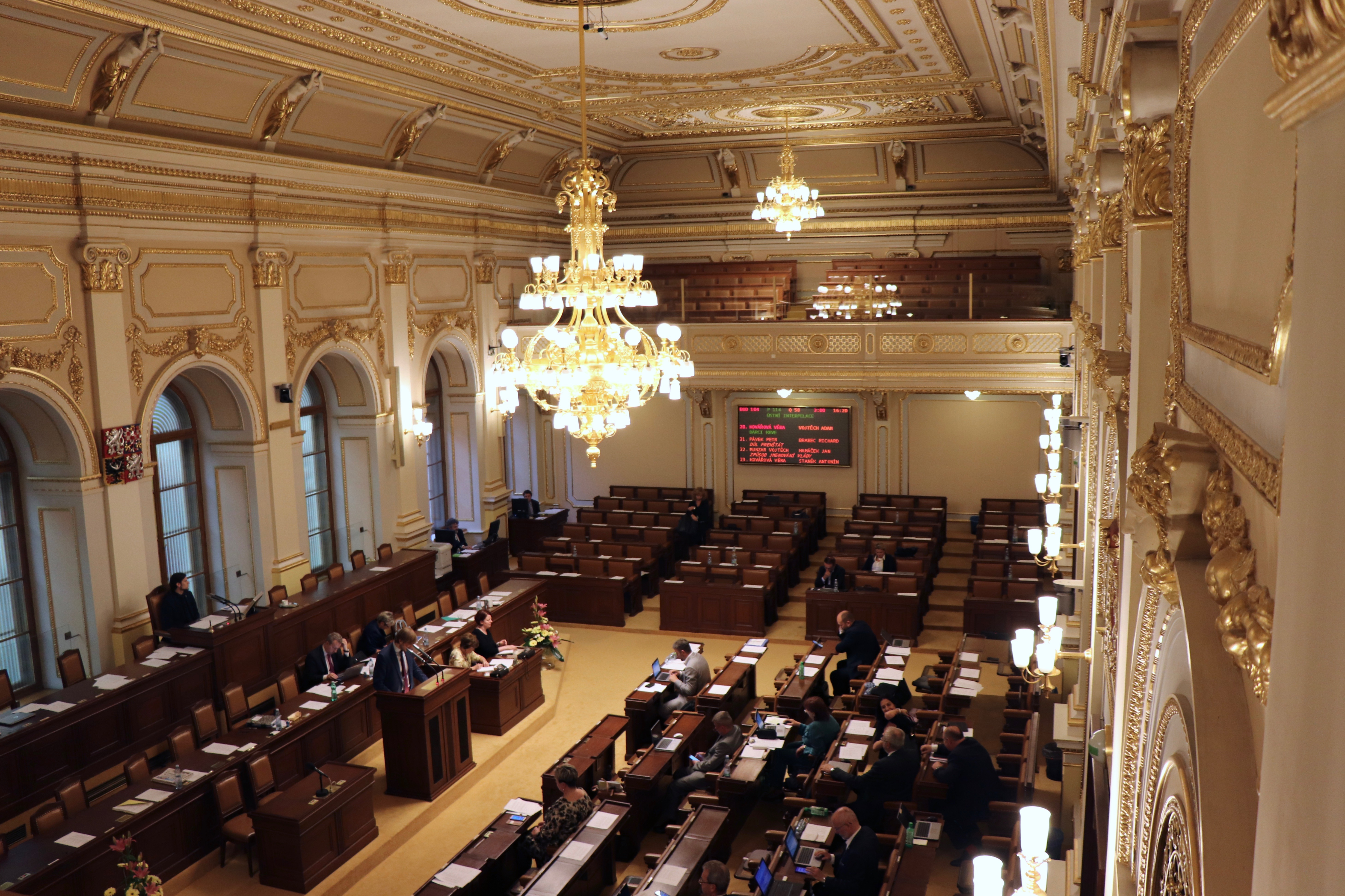
Poslanecká sněmovna České republiky.

Reprezentace (z lat. re-praesentatio, znázornění, zpřítomnění) v politice znamená
- Zastupování, představování určité společenské skupiny (státu, instituce, organizace, klubu, firmy), případně i pověření jednat v jejich jménu.
- Soubor reprezentantů, to jest zástupců či představitelů, pověřených vystupovat a jednat jménem skupiny.

## Zastupování
V každé lidské společnosti hrají významnou roli různé skupiny, spojené například původem (etnické skupiny), určitými vlastnostmi (například pohlavím), členstvím (ve spolku, v klubu, v politické straně) nebo občanstvím, ale také společnými cíli a zájmy (zájmové skupiny). Pokud chce ovšem taková skupina vystupovat, jednat a něco prosazovat, musí mít nějakou reprezentaci, která za ni hovoří, vyjednává a podobně. Reprezentace se liší podle míry formalizace skupiny, podle toho, jak chce vystupovat, i podle její velikosti, stálosti a soudržnosti.
U skupin vzniklých nahodile a příležitostně (cestující v autobusu) se takové reprezentace ujímají lidé z vlastní vůle, pokud chtějí vyjednávat z řidičem, řešit nějaký spor a podobně. U skupin trvalejší povahy, které však nejsou institucemi a právnickými osobami, vzniká reprezentace podobně, musí si však získat aspoň neformální podporu a důvěru skupiny. Například neformální reprezentaci národního obrození tvořili čeští vzdělanci, vědci a spisovatelé. Zastupovali národ, který však neměl přesně vymezené členství a teprve si vytvářel své instituce.
Jakmile se skupina formalizuje, případně stává institucí (spolek, klub, církev a podobně), musí se na prvním místě formalizovat její reprezentace. Ta je určena stanovami (ve státě ústavou) a může být dědičná, někým jmenovaná anebo dnes nejčastěji volená. Pro platnou volbu je však nutné, aby se formalizovalo i členství ve skupině (občanství ve státě).
Dalším krokem k formalizaci skupiny je v moderních právních státech vznik právnické osoby, která už musí mít členství i formu reprezentace přesně stanovenu stanovami. Hlavním reprezentantem právnické osoby je statutární zástupce, oprávněný jednat a přijímat závazky jejím jménem. Kromě toho může mít ještě širší reprezentaci s různými pověřeními (představenstvo, kontrolní rada a podobně).

## Reprezentace státu
Vrcholným stupněm společenské organizace jsou v moderní době svrchované státy a nadstátní instituce, u nichž reprezentace také souvisí s výkonem vlády (státní moci). Protože vládní moc je v moderních státech rozdělena (dělba moci), mají političtí reprezentanti státu přesně vymezená pověření (kompetence), včetně toho, kdy a jak stát reprezentují.
Vrcholným politickým reprezentantem státu je hlava státu (prezident, případně král, diktátor), který obvykle vystupuje doma i v zahraničí jako symbolický představitel státu; v České republice je dodnes obvyklé, že portrét prezidenta je na poštovních známkách, že jeho portrét visí ve školách a podobně. Jeho moc je však v demokratických právních státech omezená a hlava státu dokonce nemá vždy tu největší moc: předseda vlády mívá větší výkonné pravomoci než prezident.
Do širší politické reprezentace státu patří kromě toho volení funkcionáři státu (ministři, senátoři, poslanci), vysocí úředníci a v zahraničí diplomaté.

## Sportovní reprezentace
Rostoucí veřejný význam výkonového sportu vedl k tomu, že – zejména v souvislosti s Olympiádami – sportovci začali vystupovat a soutěžit za své státy. Tak vznikla státní reprezentace ve sportu, sportovní reprezentanti a reprezentační mužstva. Sportovní reprezentace pochopitelně nemá žádný podíl na vládní moci, obvykle se nevolí a výběr reprezentantů se řídí jejich výkony, případně o něm rozhodují trenéři národního mužstva.
Také na nižších úrovních se někdy tvoří krajské a jiné reprezentace, jejich význam je ale daleko menší.